# Bulusan

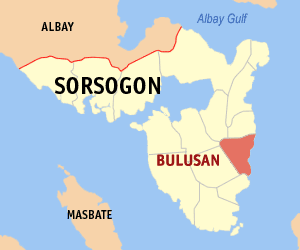
Bản đồ Sorsogon với vị trí của Bulusan

Bulusan là một đô thị hạng 5 ở tỉnh Sorsogon, Philippines. Theo điều tra dân số năm 2015, đô thị này có dân số 22.884 người trong.

## Barangay
Bulusan được chia thành 24 barangay.
| - Bagacay - Central (Pob.) - Cogon - Dancalan - Dapdap (Pob.) - Lalud - Looban (Pob.) - Mabuhay (Pob.) - Madlawon (Pob.) - Poctol (Pob.) - Porog - Sabang (Pob.) | - Salvacion - San Antonio - San Bernardo - San Francisco (Kapangihan) - San Isidro - San Jose - San Rafael - San Roque - San Vicente (Buhang) - Santa Barbara - Sapngan (Pob.) - Tinampo |